# University of Glasgow

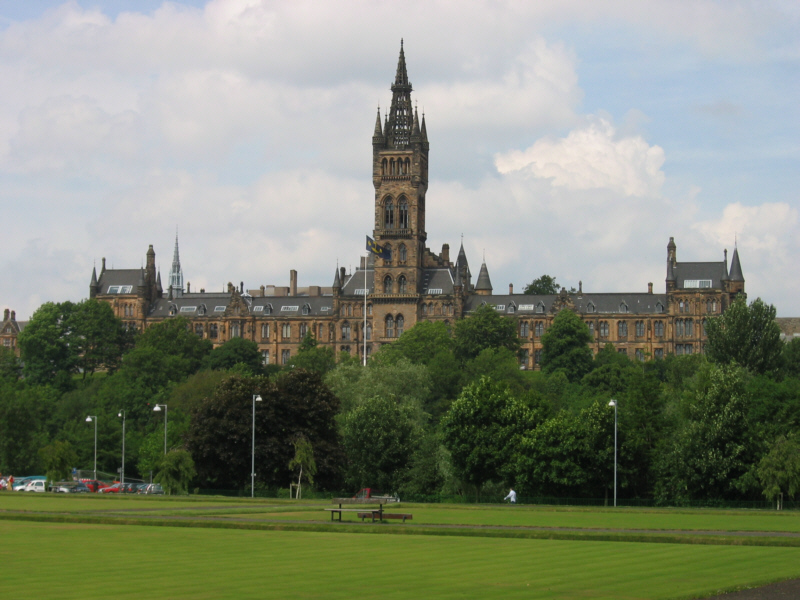
Gmach Uniwersytetu

Uniwersytet Glasgowski, Uniwersytet Glasgow (ang. University of Glasgow, gael. Oilthigh Ghlaschu) – jedna z wyższych uczelni brytyjskich, założona w 1451 roku w Glasgow. 

## Rys historyczny
Uniwersytet został założony z inicjatywy króla Szkocji Jakuba II, na podstawie bulli wydanej przez papieża Mikołaja V. Jest historycznie drugim, po University of St Andrews, uniwersytetem w Szkocji i historycznie czwartym anglosaskim na świecie. Król szkocki chciał posiadać w swoim kraju dwa niezależne uniwersytety, na wzór Anglii z jej konkurującymi ze sobą Uniwersytetem Oksfordzkim i University of Cambridge.
Początkowo uniwersytet mieścił się w Chapterhouse należącym do katedry w Glasgow. Później przeniesiono go do budynku zwanego Auld Pedagog, mieszczącego się w pobliżu Rottenrow. W 1563 roku Maria I Stuart, królowa Szkocji, a później również Anglii, podarowała uniwersytetowi działkę o powierzchni 13 akrów (5,3 ha), położoną w centrum miasta, przy  High Street. Wybudowano tam kompleks renesansowych budynków uniwersyteckich z dwoma dziedzińcami. Zespół ten należał do najpiękniejszych renesansowych obiektów w Szkocji. Jego zniszczenie w 2. połowie XIX wieku uważane jest za jeden z najgorszych aktów wandalizmu w Szkocji.
W 2. połowie XIX wieku zdecydowano o budowie kolejnego kampusu uniwersyteckiego. Władze brytyjskie zarezerwowały na ten cel środki finansowe. Monumentalny główny gmach uniwersytecki (widoczny na fotografii obok) zaprojektowany został w stylu neogotyckim przez George’a Gilberta Scotta. Budynek ten, położony na wzgórzu Gilmore w dzielnicy West End, stanowi element panoramy miasta. Wnętrza również zaprojektowano jako neogotyckie. Budowę ukończono w 1870 roku i przeniesieno uniwersytet do nowej siedziby.
W październiku 2001 roku Wydział Botaniki został strawiony przez ogień. Najbardziej ucierpiało wnętrze i dach budynku, ale główna fasada pozostała nietknięta. Po remoncie, kosztującym 10,8 milionów funtów, w listopadzie 2004 roku budynek ponownie otwarto.

## Zasoby uniwersytetu
Uniwersytet w Glasgow w światowych rankingach uniwersytetów znalazł się wśród 17 brytyjskich uniwersytetów mieszczących się w pierwszej setce. Uczelnia nazwana została przez „The Sunday Times” Szkockim Uniwersytetem Roku 2007/2008. Miasteczko uniwersyteckie znajduje się w Gilmorehill w zachodniej części Glasgow. Uniwersytet ma również kilka wydziałów poza miastem.
Uniwersytet posiada następujące wydziały:
- Wydział Sztuki
- Wydział Nauk Biologicznych
- Wydział Pedagogiczny
- Wydział Nauk Technicznych
- Wydział Informatyki i Nauk Matematycznych
- Wydział Prawa, Biznesu i Nauk Społecznych
- Wydział Medycyny
- Wydział Nauk Fizycznych
- Wydział Weterynarii.

Biblioteka uniwersytecka uważana jest za jedną z najlepszych bibliotek naukowych w Europie, a liczba książek przewyższa dwa miliony. Na dwunastu poziomach, oprócz popularnych pozycji, znaleźć można kolekcję mikrofilmów, zbiorów specjalnych, jak też rzadkich materiałów i opracowań. Oprócz głównej biblioteki istnieją mniejsze biblioteki wydziałowe.